# Odo abudi
Odo abudi es una especie de araña del género Odo, familia Xenoctenidae. Fue descrita científicamente por Alayón en 2002.
Habita en La Española.